# HMS Calliope (1914)
«Калліопе» (англ. HMS Calliope) — військовий корабель, легкий крейсер типу «C» підкласу «Калліопе» Королівського військово-морського флоту Великої Британії за часів Першої світової війни.

## Історія створення
Крейсер «Калліопе» був закладений 1 січня 1914 року на верфі компанії Chatham Dockyard у Чатемі. 17 вересня 1914 року спущений на воду, а у червні 1915 року увійшов до складу Королівських ВМС Великої Британії.

## Історія служби
У бюджеті 1913 року для Королівського флоту було замовлено вісім легких крейсерів. Шість кораблів підкласу «Керолайн» використовували звичайні турбінні двигуни з прямим приводом, але «Калліопе» і «Керолайн» мали різну конструкцію двигуна з редукторним приводним валом, щоб відповідати оптимальним робочим швидкостям турбін і гвинтів. Цей проєкт був замовлений на основі експерименту у 1911 році з використанням редукторних турбін високого тиску для есмінців «Беджер» і «Бівер», а в 1912 році з використанням редукторів як для турбін високого, так і низького тиску на британських есмінцях «Леонідас» і «Люціфер».
З прийняттям на озброєння в червні 1915 року, «Калліопе» був направлений до Великого флоту для служби флагманом 4-ї ескадри легких крейсерів. 19 березня 1916 року він був сильно пошкоджений пожежею в котельні під час перебування в морі, але був вчасно відремонтований, щоб стати одним із п'яти кораблів 4-ї ескадри легких крейсерів, що брала участь в Ютландській битві 31 травня-1 червня 1916 року. Перед настанням темряви 31 травня легкий крейсер отримав кілька влучень, зокрема від німецьких лінкорів «Кайзер» та «Маркграф»; 10 членів екіпажу загинули.
У вересні 1917 року «Калліопе» допоміг потопити чотири німецькі тральщики в Північному морі біля узбережжя Ютландії.
У березні 1919 року «Калліопе» прибув для проходження служби до 8-ї ескадри легких крейсерів на Північноамериканської та Вест-Індійської станції. У жовтні 1919 року він постраждав унаслідок чергової пожежі в машинному відділенні в Атлантичному океані біля Азорських островів. Крейсер повернувся в Девонпорт для ремонту, який відбувався з листопаду 1919 до березня 1920 року, а потім продовжив службу на Північноамериканської та Вест-Індійської станції. У грудні 1920 року корабель повернувся до Британії для переобладнання. З жовтня 1921 по травень 1924 року він перебував у Норському резерві, потім перейшов до 2-ї крейсерської ескадри Атлантичного флоту.
Між 1925 і 1926 роками «Калліопе» використовувався для транспортування військ, перш ніж у квітні 1926 року прибув для ремонту. У вересні 1928 року продовжив службу у складі 3-ї крейсерської ескадри Середземноморського флоту, яка закінчилася в січні 1930, після чого був виведений до резерву на верфі Портсмута й згодом списаний на брухт.